# سعوان، صنعاء
سعوان، صنعاء (به عربی: سعوان، صنعاء) یک منطقهٔ مسکونی در یمن است که در استان صنعا واقع شده‌است.